# Giovanni Gabrieli
Giovanni Gabrieli [džovany gabrieli] (1557 Benátky – 12. srpna 1612 tamtéž) byl italský skladatel a varhaník, představitel Benátské školy na stylovém přechodu od renesance k baroku.

## Život a působení
Narodil se v Benátkách, kam se jeho otec Piero di Fais, později zvaný Gabrieli, krátce předtím přistěhoval. Měl čtyři sourozence. Studoval u svého strýce Andrey Gabrieliho, skladatele a varhaníka v benátské bazilice svatého Marka, nejslavnějšího benátského kostela, kde se hudba velmi pěstovala, a později na mnichovském dvoře Albrechta V. u skladatele Orlanda di Lasso, který ho silně ovlivnil. Po návratu do Benátek se roku 1584 stal varhaníkem baziliky svatého Marka na místě uvolněném po odchodu Claudia Merula do Parmy. Po smrti svého strýce v roce 1588 převzal i místo skladatele. Téhož roku 13. února převzal i varhanický post v kostele svatého Rocha (San Rocco).
Zpočátku vydával své skladby společně se skladbami svého strýce a když roku 1597 vydal první část sbírky Sacrae Symphoniae (Posvátné symfonie) obsahující vokální a instrumentální skladby pro šest až šestnáct hlasů, rázem se proslavil a skladatelé hlavně z Německa za ním jezdili do Benátek – mezi nejznámějšími byli Heinrich Schütz a Michael Praetorius. Od roku 1606 ho trápila choroba, na niž 1612 zemřel. Je pochován v kostele Santo Stefano.

## Hudba
Gabrieli se věnoval hlavně duchovní hudbě, instrumentální i vokální. Jeho tvorba je ovlivněna architekturou basiliky San Marco, kde je několik chórů (vícesborovost), na něž mohl rozmístit hudebníky i zpěváky. Jeho skladby mají obvykle velmi mnoho hlasů, které se různě střídají a odpovídají si, jako kdyby se střetávaly; odtud se odvozuje název concerto. Gabrieli byl jeden z prvních, kdo začal ve svých skladbách vyznačovat dynamiku, a používal také basso continuo.
Za jeho života mu vyšlo velmi málo děl, především zmiňovaná první část sbírky Sacrae Symphoniae. U děl vydaných po jeho smrti v roce 1612 – druhý díl Sacrae Symphoniae obsahující skladby pro šest až devatenáct hlasů, tří až dvaadvacetihlasé Canzoni et Sonate a Reliquae Sacrorum Concentum – lze spatřovat stylovou změnu raně barokního hudebního myšlení.